# Dora María Téllez

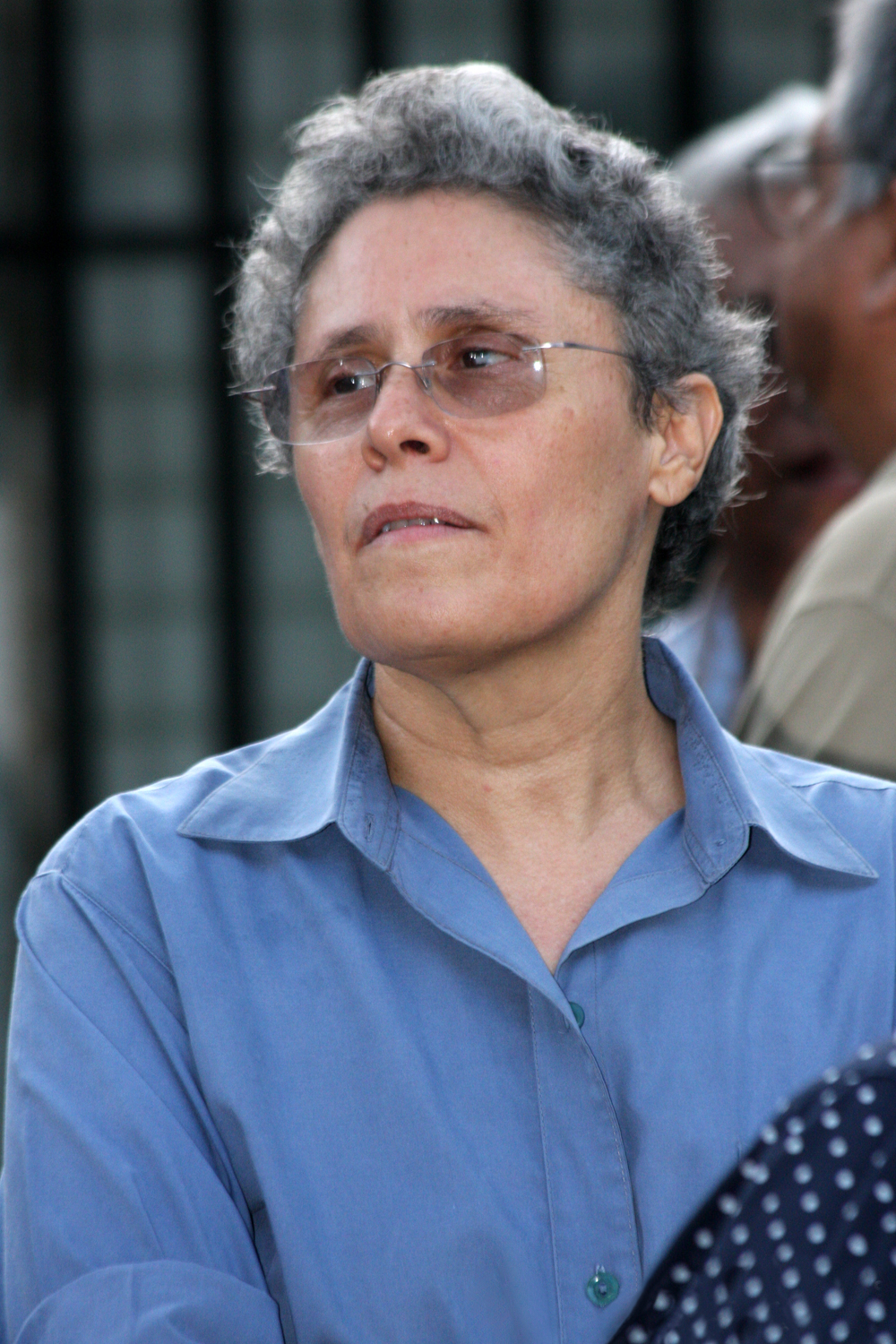
Dora María Téllez 2008

Dora María Téllez Argüello (* 21. November 1955 in Matagalpa) ist eine nicaraguanische Politikerin, Historikerin und ehemalige Guerilla-Kämpferin der Sandinistas. Bekannt wurde sie durch die Besetzung des Nationalpalastes im Zuge der Nicaraguanischen Revolution, bei der sie als Unterhändlerin der FSLN auftrat.

## Kommandantin im nicaraguanischen Bürgerkrieg
Dora María Téllez kam 1955 in Matagalpa zur Welt als Tochter von María Dora und Ramón Téllez. Während ihrer Schulzeit nahm sie Kontakte zur revolutionären Studentenbewegung auf und nahm an Demonstrationen gegen die Diktatur teil. Seit 1974 war sie Mitglied der FSLN. Als Medizinstudentin wurde Téllez 1976 Kommandantin der FSLN im Bürgeraufstand gegen den nicaraguanischen Diktator, Anastasio Somoza Debayle. Für ihre Tätigkeiten tauchte sie unter. Zunächst kämpfte sie in den Bergen im Norden Nicaraguas gemeinsam mit Víctor Tirado, Daniel Ortega, Germán Pomares, Oscar Benavides und Joaquín Cuadra. Ziel war die Einnahme Ocotals, was jedoch aufgrund der großen Gegenwehr der Guardia Nacional und der spärlichen Bewaffnung der Guerilla nicht gelang. Die Gruppe nahm jedoch einige Bergdörfer ein, die den Ruf hatten, dem Diktator besonders verhaftet zu sein, darunter Mozonte.
Die 22-jährige Téllez gehörte als Comandante Dos zum Führungszirkel der 26 Mitglieder des terceristischen Flügels der FSLN, die im August 1978 unter der Leitung von Edén Pastora den Nationalpalast besetzten (Operación Chanchera) und etwa 1000 Mitglieder des Parlaments als Geisel nahmen. Téllez übernahm dabei die Verhandlungsführung mit dem Diktator. Dieser kam den Forderungen nach der Freilassung politischer Häftlinge, unter denen auch Tomás Borge war, dem Verlesen und Veröffentlichen einer Deklaration der Terceristas in allen nationalen Medien, der Zahlung eines Lösegelds sowie der Bereitstellung von Fluchtflugzeugen nach. Téllez wurde dadurch der nicaraguanischen Bevölkerung und der Weltöffentlichkeit bekannt als Comandante Dos, ihrem Decknamen während der Aktion.
Aufgrund des national wie international großen medialen Erfolgs der Aktion, bekam die FSLN in der Folge großen Zulauf und der internationale Druck auf das Somoza-Regime wuchs. Téllez, die mit anderen Guerilleros nach Panama geflüchtet war, ließ sich dort und in Kuba weiter militärisch ausbilden und kehrte im Februar 1979 nach Nicaragua zurück, wo sie sich wieder den Kämpfen anschloss. Ihre Popularität brachte ihr einen einflussreichen Posten in der Führungsstruktur des terceristischen Flügels der FSLN, der sich im Januar 1979 mit den anderen beiden Flügeln inzwischen wieder vereint hatte.

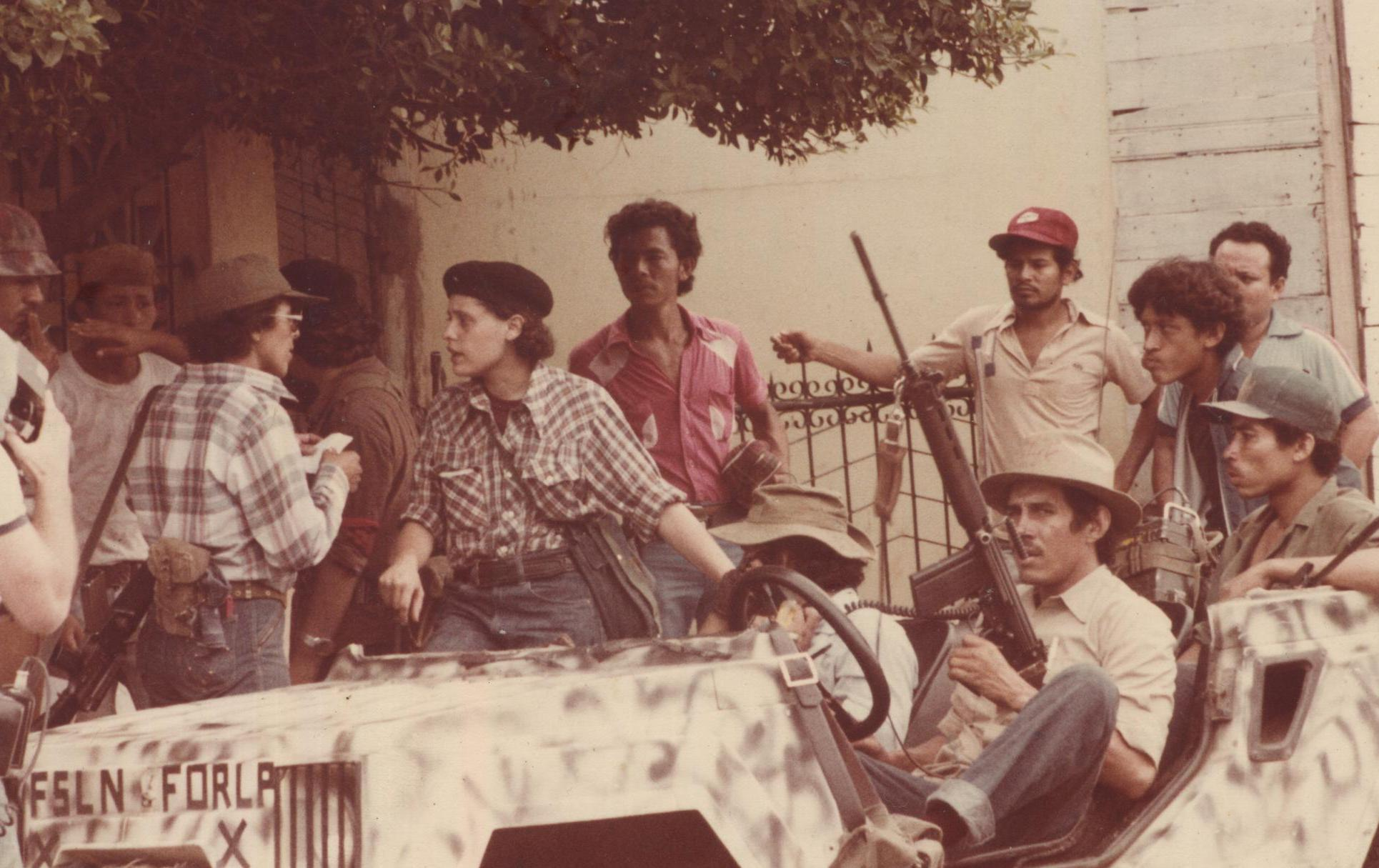
Dora María Tellez und weitere Sandinisten während des Aufstands in León

In den folgenden fünf Monaten führte Téllez sandinistische Truppen im ganzen Land gegen die Nationalgardisten Somozas. Ihr unterstanden Guerilleros und Guerilleras jeden Alters und jeden sozialen Ursprungs, von militärisch ausgebildeten Kämpfenden bis hin zu Jugendlichen und Alten ohne jegliche Kampferfahrung. Sie kämpfte zuerst gemeinsam mit den Kräften von Edén Pastora, der die Besetzung des Nationalpalastes als Comandante Cero geplant und durchgeführt hatte, später mit anderen Truppen in den zentralen und nördlichen Regionen Nicaraguas. Nach Aussagen der FSLN-Kommandantin Mónica Baltodano überraschten Téllez' Überfälle, die sie in den Nordprovinzen zusammen mit den Kämpfern und Kämpferinnen der Kommandantin Leticia Herrera führte, die Feinde so sehr, dass sich diese zerstreuten.
Gemäß der neuen sandinistischen Strategie des städtischen Volksaufstands führte Dora María Téllez ihre Kräfte ab Juni in einen Häuserkampf in der Stadt León, die nach sechs Wochen als erste große Stadt den Sandinisten zufiel. In der Folge dieses militärischen Sieges wurde Téllez zur Chefin des Führungsstabs gewählt. Gefolgt wurde die Eroberung Leóns durch die Einnahme Managuas zwei Wochen später. Nach dieser finalen Offensive der Sandinisten ab Juni floh der Diktator im Juli 1979.

## Politische Karriere
Nach dem Sieg der Sandinisten über die Somozas wurde Téllez zunächst politische Sekretärin des Stadtkommitées der FSLN in Managua (1979–1985). 1985–1990 war sie Gesundheitsministerin von Nicaragua. In dieser Funktion startete sie eine Gesundheitskampagne, wegen deren schnellen Erfolges die UN Nicaragua einen Preis verlieh.
Nachdem Téllez die FSLN verlassen hatte, gründete sie 1995 gemeinsam mit anderen Sandinisten den Movimiento de Renovación Sandinista (MRS), eine Partei, der sich auch andere Sandinisten wie Ernesto Cardenal, Henry Ruiz, Mónica Baltodano oder Sergio Ramírez angeschlossen haben. Der Präsidentschaftskandidat des MRS für die Wahlen 2006, Herty Lewites, starb vor den Wahlen an einer natürlichen Todesursache.
Am 4. Juni 2008 begann Téllez einen Hungerstreik, um gegen die „Diktatur des Daniel Ortega“ zu protestieren, der ebenfalls Sandinist ist und 2006 zum Präsidenten wiedergewählt wurde. Ortega und seine Unterstützer entzogen dem MRS eine Woche später die Legalität. Téllez beendete ihren Hungerstreik am 16. Juni, nachdem ihr Ärzte wegen gesundheitlicher Schäden dazu geraten hatten.
Am frühen Morgen des 13. Juni 2021 stürmte die Polizei das Haus von Dora María Téllez. Augenzeugen berichten, die Beamten hätten Türen eingetreten. Freunde und Verwandte sagten, mindestens 60 Polizisten seien beteiligt gewesen, darunter Angehörige einer Spezialeinheit. Die Festnahme von Téllez beruht auf einem neuen und umstrittenen Gesetz, das die „Anstiftung ausländischer Einmischung in innere Angelegenheiten“ mit langjährigen Haftstrafen ahndet.
Am 8. oder 9. Februar 2023 wurde Téllez aus der Haft entlassen und zusammen mit anderen freigelassenen politischen Gefangenen in die USA abgeschoben.

## Akademische Tätigkeiten und Harvard-Berufung
Dora María Téllez veröffentlichte ein Buch über nicaraguanische Geschichte, in dem sie die Bedeutung der zentralnördlichen Region für die politische und wirtschaftliche Geschichte des Landes hervorhob. 2004 wurde sie als Robert F. Kennedy Visiting Professor für Lateinamerika-Studien an die Harvard Divinity School der Harvard University berufen. Sie konnte diesem Ruf jedoch nicht folgen, da ihr wegen ihrer terroristischen Tätigkeiten keine Einreiseerlaubnis in die Vereinigten Staaten gewährt wurde.
In Reaktion darauf veröffentlichten 122 Akademiker und Akademikerinnen der Harvard University und 15 weiterer nordamerikanischer Universitäten eine Erklärung zu ihrer Verteidigung:

„The accusation made by the State Department against Dora María Téllez... amounts to political persecution of those who have engaged in overthrowing the atrocious dictatorship of Anastasio Somoza in Nicaragua...This regime was almost universally viewed as criminal and inhumane, and yet it was financially and militarily supported by the United States...In reference to dictatorships, just as the State Department cannot affirm that the activities of Nelson Mandela against the atrocious dictatorship of apartheid in South Africa were terrorist activities, neither can it affirm that Dora María’s activities against the atrocious Somoza dictatorship were terrorist.“

Ab 1998 leitete Téllez ein bibliografisches Forschungsprojekt für die URACCAN (Universidad de las Reciones Autonomas de la Costa Caribe Nicaraguense). Nachfolgend war sie Koordinatorin des Projektes Memoria Centroamericana des Instituto de Historia de Nicaragua y Centroamerica (Ihnca) der Universidad Centroamericana (UCA) in Kooperation mit der Universidad de Costa Rica (URC).
Nach ihrer Abschiebung in die USA war sie 2024 Visiting Fellow des David-Rockefeller-Centers für Lateinamerikanische Studien der Harvard University und ist Gastprofessorin an der Tulane University. Sie ist Mitglied der Akademie für Geografie und Geschichte in Nicaragua und Mitglied der Guatemaltekischen Akademie für Geografie und Geschichte. Zum Frühjahrssemester 2025 soll Téllez die gut 20 Jahre zuvor beabsichtigte Robert-F.-Kennedy-Gastprofessur antreten.

## Auszeichnungen
- Ehrendoktorat, Universität Helsinki 2011
- Ehrendoktorat, Universität Sorbonne-Nouvelle 2022

## Publikationen
- En busca de la mujer nueva. In: Nicaragua 1984.
- (mit Omar Cabezas und Sergio Ramírez) La Insurrección de las paredes: pintas y graffiti de Nicaragua, Managua: Editorial Nueva Nicaragua, 1984.
- (mit Tomás Borge und posthum Augusto César Sandino): Nicaragua: la revolución de la mujer, Editorial Anteo, 1984.
- (mit Fabián Medina Sánchez): Muera la gobierna! Colonización en Matagalpa y Jinotega (1820-1890), Universidad de las Regiones Autónomas de la Costa Nicaragüense (URACCAN), Managua 1999.
- Democracia y seguridad ciudadana: sistema de justicia penal-Nicaragua, Coordinadora Regional de Investigaciones Económicas y Sociales, Managua 1999.
- (mit Oscar-René Vargas, Roberto J. Cajina, Andrés Serbín und Diego Ferreyra): Gobernabilidad democrática y seguridad ciudadana: El caso de Nicaragua, CRIES, 2000.
- Colonicaión en Matagalpa y Jinotega (1820-1890). In: Boletín nicaraguense de bibliografía y documentación 125, 2004, S. 111–156.
- La exclusión política, de jóvenes, mujeres y pueblos indígenas: Propuestas para la Reforma política en Nicaragua-Documento de Trabajo. (PDF; 1,3 MB) FES: Printex, 2009.
- Le gouvernement a polarisé le pays et la crise économique rend un dialogue national urgent.In: Amérique centrale, fragilité des démocraties 73, Sommer 2009, S. 101–112.